# سد گیلگل گیبه سوم
سد گیلگل گیبه سوم (به لاتین: Gilgel Gibe III Dam) یک نیروگاه برقابی و سد در اتیوپی است که در اقوام، قومیت‌ها و قلمرو مردم جنوبی واقع شده‌است.